# Universidad del Desarrollo
La Universidad del Desarrollo (UDD) es una universidad privada autónoma de Chile, con sedes en Concepción y Santiago, específicamente en la comuna de Las Condes. Fue fundada por un grupo de académicos y políticos en 1990. Actualmente se encuentra acreditada por la Comisión Nacional de Acreditación (CNA) por 6 años (de un máximo de 7), desde octubre de 2021 hasta octubre de 2027 siendo la primera universidad privada chilena en recibir dicha acreditación en todas las áreas.
Figura en la posición 15 dentro de las universidades chilenas del QS World University Rankings 2022, igualmente se encuentra en la misma posición en el ranking AméricaEconomía 2020. Además, se encuentra en el octavo lugar del ranking Scimago Institutions Rankings 2021.
Actualmente cuenta con 93. 273 m2 construidos distribuidos en Santiago (Campus Rector Ernesto Silva Bafalluy y Plaza de la Investigación) y en Concepción (Campus Ainavillo y Campus Pedro de Valdivia). Al año 2021, tiene más de 15 mil alumnos de pregrado y otros 1.555 alumnos de postgrado, con una oferta académica de 26 carreras de pregrado, 3 programas de bachillerato, 22 programas de magíster y 4 de doctorado.

## Historia

### Fundación
La universidad fue creada por un grupo de empresarios, políticos y académicos chilenos en la ciudad de Concepción los cuales eran: Ernesto Silva Bafalluy, Joaquín Lavín, Cristian Larroulet, Carlos Alberto Délano, Carlos Eugenio Lavín, Federico Valdés y Hernán Büchi, muchos de los cuales pertenecieron al grupo de economistas chilenos conocidos popularmente como los Chicago Boys, notorios por las reformas económicas y sociales que hicieron en la época de la Dictadura del General Augusto Pinochet. La idea de la creación de una universidad surge en 1989, un año después, concretamente el 28 de marzo de 1990 se inaugura la Universidad del Desarrollo, su sede comenzó siendo una casona arrendada de 400 m2 en la ciudad de Concepción con un total de cien alumnos matriculados en la carrera de Ingeniería Comercial, asimismo es nombrado el primer rector de la casa de estudios por el consejo directivo de la UDD el cual sería Ernesto Silva Bafalluy por el consejo directivo de la UDD. En 1991 se suman las carreras de Derecho, Arquitectura y Periodismo, mientras que el siguiente año la universidad se acoge al sistema de acreditación del Consejo Superior de Educación. En 1993 se inaugura el primer campus de la Universidad del Desarrollo construido en la calle Ainavillo en Concepción, en 1994 se integran las carreras de Ingeniería Civil Industrial, del Bachiller de Ciencias Sociales, y del Postítulo en Administración y Dirección de Empresas. En 1997 logra la plena autonomía por parte del Consejo Superior de Educación.
En 1999 la Universidad del Desarrollo inicia actividades académicas en Santiago con un total de 1.500 alumnos en las carreras de Derecho, Diseño, Ingeniería Comercial, Psicología, Arquitectura, Periodismo, e Ingeniería Civil, para luego sumar las carreras de Diseño, Medicina, Enfermería, Kinesiología, entre otras, dando un total de 26 carreras en la actualidad. Ese mismo año absorbe la cartera de estudiantes de la Universidad de Las Condes, tras su cierre por la crisis económica de la institución.
En los años siguientes la universidad forja alianzas con distintas instituciones, el 2001 forma alianza con la Clínica Alemana de Santiago para la creación de la Facultad de Medicina Clínica Alemana, el mismo año materializan un convenio asistencial-docente entre la Clínica Alemana, el Hospital Padre Hurtado y el Servicio de Salud Metropolitano Sur Oriente. El año 2005 conforman una alianza de colaboración con Babson College, institución privada que imparte programas de formación en materias de administración de negocios, contabilidad y finanzas.

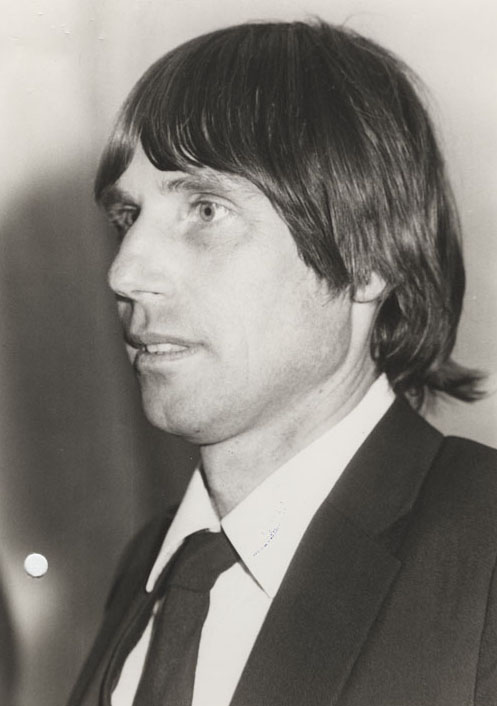
Hernán Büchi fundador y actual presidente de la Junta Directiva de la Universidad.

El año 2004 se inaugura el Campus San Carlos de Apoquindo en Santiago, ubicado en la comuna de Las Condes, el año 2006 obtiene su primera Acreditación Institucional por un periodo de cinco años. El año 2011 Ernesto Silva Bafalluy quien era en ese entonces el actual rector de la Universidad del Desarrollo, se suicida, por lo que es nombrado Federico Valdés, quien ha día de hoy sigue siendo el actual rector de la universidad, como consecuencia de la muerte del antiguo rector de la universidad el campus de San Carlos de Apoquindo y la Clínica UDD ubicada en Concepción son renombradas en memoria de dicha persona. El año 2017. la universidad otorga por primera vez el grado de honoris causa dirigido al economista y profesor Arnold Harberger, uno de los fundadores de la Escuela Económica de Chicago.

### Actualidad
En 2021 la universidad finaliza la construcción de la facultad de Medicina, por lo que el campus Las Condes, ubicado en la Av. Las Condes es abandonado. El mismo año la universidad logra acreditarse por la Comisión Nacional de Acreditación por seis años en todas las áreas, logrando ser la primera universidad privada en lograrlo en todos los ámbitos (anteriormente ya existían casos de universidades privadas que habían logrado dicha acreditación, pero sin lograr estar en todos los ámbitos que exige la CNA- Chile). En enero de 2022 otras tres carreras son acreditadas, precisamente las carreras de Odontología, Pedagogía Básica mención Inglés y Pedagogía en Educación de Párvulo.

### Controversias
La universidad ha estado envuelta en la polémica general sobre el problema del lucro en la educación superior privada. La ley chilena prohíbe el lucro en las universidades. Sin embargo, en el caso de la Universidad del Desarrollo existieron sospechas de que efectivamente se ha lucrado. Esta polémica ha envuelto a uno de sus dueños, el exministro Joaquín Lavín, quien, a poco andar, y debido, precisamente, a esta controversia, debió abandonar el cargo de Ministro de Educación a consecuencia de la pérdida de legitimidad en la discusión que estos hechos ocasionaron.
En junio de 2012, la Comisión Investigadora sobre el Funcionamiento de la Educación Superior de la Cámara de Diputados de Chile anunció que la Universidad del Desarrollo, junto con otras seis instituciones de educación superior, presentaban irregularidades en su administración, tales como el incumplimiento del requisito de corporación educacional sin fines de lucro, el pago de sueldos elevados a los miembros del directorio o ejecutivos, la externalización de servicios relevantes y la incorporación de familiares dentro del directorio. La institución cae además, junto con la Universidad del Mar, en el marco de «sociedad espejo», siendo en este caso un espejo de la Sociedad Inmobiliaria Ainavillo. Al mes siguiente, la Cámara de Diputados rechazó, en estrecha votación, el informe sobre lucro en la educación.

## Organización

### Rectores
| Rector                     | Período         |
| -------------------------- | --------------- |
| Ernesto Silva Bafalluy     | 1990-2011       |
| Federico Valdés Lafontaine | 2011-actualidad |

### Facultades y Carreras
La Universidad cuenta con un total de 11 facultades y 26 carreras:
| Facultad                                      | Carreras |
| --------------------------------------------- | --- |
| Facultad de Arquitectura y Artes              | Arquitectura |
| Facultad de Comunicaciones                    | Cine Periodismo Publicidad |
| Facultad de Ciencias de la Salud (Concepción) | Enfermería Fonoaudiología Kinesiología Nutrición y Dietética Odontología |
| Facultad de Derecho                           | Derecho |
| Facultad de Diseño                            | Diseño |
| Facultad de Economía y Negocios               | Ingeniería Comercial |
| Facultad de Educación                         | PEP Pedagogía en Educación de Párvulos PEBI Pedagogía en Educación Básica con mención Inglés                                                                                       |
| Facultad de Gobierno                          | Ciencias Políticas |
| Facultad de Ingeniería                        | Ingeniería Civil Plan Común Ingeniería Civil Industrial Ingeniería Civil en Obras Civiles Ingeniería Civil en Minas Ingeniería Civil Informática e Innovación Tecnológica Geología |
| Facultad de Medicina (Santiago)               | Enfermería Fonoaudiología Kinesiología Nutrición y Dietética Tecnología Médica Terapia Ocupacional Medicina Odontología Obstetricia                                                |
| Facultad de Psicología                        | Psicología |

### Decanos
| Decano                                          | Nombre                                  |
| ----------------------------------------------- | --------------------------------------- |
| Facultad de Arquitectura y Artes                | Pablo Allard Serrano (desde 2011)       |
| Facultad de Comunicaciones                      | Carolina Mardones Figueroa (desde 2005) |
| Facultad de Ciencias para la Salud (Concepción) | Luis Vicentela (desde 2002)             |
| Facultad de Derecho                             | Gonzalo Rioseco Martínez (desde 1995)   |
| Facultad de Diseño                              | Alejandra Amenábar (desde 2007)         |
| Facultad de Economía y Negocios                 | Matías Lira (desde 2016)                |
| Facultad de Educación                           | Eugenio Guzmán Astete (i) (desde 2023)  |
| Facultad de Gobierno                            | Eugenio Guzmán Astete (desde 2008)      |
| Facultad de Ingeniería                          | Fernando Rojas (desde 2016)             |
| Facultad de Medicina (Santiago)                 | Marcela Castillo (desde 2023)           |
| Facultad de Psicología                          | Teresita Serrano (desde 1999)           |

## Investigación
La UDD cuenta con 17 centros de investigación en diversas áreas, y un equipo de 107 investigadores de los cuales el 50% cuentan con doctorado.[cita requerida] De un total de 581 proyectos FONDECYT aprobados durante 2014, la Universidad del Desarrollo obtuvo cinco.
Desde el 2007 a 2012, un total de 57 proyectos de investigación han sido financiado por entes externos de la UDD. Actualmente existen 41 proyectos de investigación activos, de los cuales 28 son financiados por CONICYT y 13 por otras fuentes como la Fundación Rockefeller, la Agencia Internacional de Energía Atómica (OIEA) y el Ministerio de Salud del Gobierno de Chile.

### Centros e Institutos por Facultades
Facultad de Economía y Negocios
- Centro de Investigación en Emprendimiento (CIE)
- Centro de Investigación Aplicada en Economía y Finanzas (CIAEF)
- Centro de Estudios en Economía y Negocios (CEEN)

Facultad de Gobierno
- Centro de Políticas Públicas (CPP)
- Centro de Estudios en Relaciones Internacionales (CERI)
- Centro de Investigación de Complejidad Social (CICS)

Facultad de Medicina Clínica Alemana - Universidad del Desarrollo
- Centro de Bioética
- Instituto de Ciencias Biomédicas
- Instituto de Neurología
- Centro de Epidemiologia y Políticas de Salud Pública
- Centro de Genética Humana

Facultad de Psicología
- Centro de Estudios Evolutivos e Intervención en el Niño (CEEIN)
- Centro de Investigación en Mejoramiento de la Educación (CIME)
- Unidad de Terapia de Pareja (UTP)
- Unidad de Familia y Adolescencia
- Unidad de Investigación de Psicodiagnóstico y Psicoterapia (UIPP)

Facultad de Derecho
- Centro de Justicia Constitucional (CJC)
- Centro de Derecho Regulatorio y Empresa

## Servicios
La universidad cuenta con diversos programas sociales de distinta índole, algunos relacionados con actividades recreativas u orientativas, mientras que otras ligadas a ayuda comunitaria.
Voluntariados
Dentro de la ayuda comunitaria que presta la Universidad crea voluntariados de diferentes áreas.
| Sede Concepción - Trabajos de Verano UDD - Sonríe UDD - Forja UDD - Huella UDD - Vive la Calle - Preu Aliados - Terra - Mente - Emprende Sede Santiago - Trabajos Voluntarios UDD - Sonríe UDD - Forja UDD - Vive la Calle - Operación Sonrisa - PRE UDD - UDD Te acompaña - Emprendo contigo UDD |